# Ectopoglossus
Ectopoglossus é um género de anfíbios da família Dendrobatidae. Está distribuído desde o Equador até ao Panamá.

## Espécies
- Ectopoglossus absconditus Grant, Rada, Anganoy-Criollo, Batista, Dias, Jeckel, Machado, and Rueda-Almonacid, 2017
- Ectopoglossus astralogaster (Myers, Ibáñez, Grant, and Jaramillo, 2012)
- Ectopoglossus atopoglossus (Grant, Humphrey, and Myers, 1997)
- Ectopoglossus confusus (Myers and Grant, 2009)
- Ectopoglossus isthminus (Myers, Ibáñez, Grant, and Jaramillo, 2012)
- Ectopoglossus lacrimosus (Myers, 1991)
- Ectopoglossus saxatilis Grant, Rada, Anganoy-Criollo, Batista, Dias, Jeckel, Machado, and Rueda-Almonacid, 2017